# CyberLink
CyberLink Corp. (кит.: 訊連科技股份有限公司; піньїнь: Xùnlián Kējì Gǔfèn Yǒuxiàn Gōngsī) — тайванська компанія, що розробляє мультимедійне програмне забезпечення, штаб-квартира якої розташована в місті Новий Тайбей, Тайвань. Її продукти включають програми для ПК і мобільних пристроїв для відтворення фільмів і медіа, редагування відео та фотографій, а також рішення для запису дисків і резервного копіювання.
Компанія має регіональні офіси в США, Нідерландах і Японії.

## Історія
Заснована в 1996 році CyberLink Corp. створює мультимедійне програмне забезпечення та технологію розпізнавання облич зі штучним інтелектом. Компанія розробила та володіє понад 200 запатентованими технологіями.
Штаб-квартира CyberLink і дослідницькі центри розташовані в Тайбеї, Тайвань. Регіональні офіси компанії працюють у Північній Америці, Японії, Європі та Азійсько-Тихоокеанському регіоні.

## Продукти

### Створення медіа
- PowerDirector — програмне забезпечення для редагування відео, вперше було випущено у 2001 році[2]
- PhotoDirector — програма для редагування фотографій
- AudioDirector — програмне забезпечення для редагування, відновлення та ремонту аудіо
- ColorDirector — програмне забезпечення для сортування кольорів
- Director Suite — CyberLink вперше випустили свій Director Suite творчого програмного забезпечення у 2011 році. Він містить PowerDirector, PhotoDirector, AudioDirector і ColorDirector в одному пакеті.
- CyberLink Media Suite — пакет мультимедійного програмного забезпечення, що включає медіапрогравач PowerDVD, програмне забезпечення для редагування відео PowerDirector, програмне забезпечення для редагування фотографій PhotoDirector, утиліту для запису дисків Power2Go та утиліту для конвертації медіафайлів MediaEspresso
- ActionDirector — програмне забезпечення для редагування відео, призначене для швидкого редагування відеоматеріалів, відзнятих відеокамерами
- MakeupDirector — програмне забезпечення для покращення дизайну макіяжу для візажистів, портретних фотографів та ентузіастів краси

### Медіарозваги
- PowerDVD — універсальний медіаплеєр для дисків з фільмами, відеофайлів, фотографій і музики. У 2016 році PowerDVD отримав сертифікат від Blu-ray Disc Association (BDA) для відтворення дисків Ultra HD Blu-ray і став першим програмним програвачем, який пройшов процес ліцензування прикладного програмного забезпечення для ПК BD-ROM 4.0[3]
- MediaShow — організатор і перегляд зображень
- MediaEspresso — конвертує відео, фотографії та музику в широкий спектр форматів для відтворення на популярних медіаплеєрах і мобільних пристроях

### Програми веб-камери
- YouCam — додаток для веб-камери та камери
- PerfectCam — програма макіяжу AR для веб-камери ПК

### Запис дисків і створення
- Power2Go — програмне забезпечення для запису та створення оптичних дисків
- PowerProducer — програмне забезпечення для створення DVD

### Ділове спілкування
- U Messenger — програма миттєвих повідомлень
- U Meeting — відеоконференції та зустрічі
- U Webinar — віддалена презентація та вебінар

### Розпізнавання облич і ШІ
- FaceMe — система розпізнавання облич

Програма отримала одне з найкращих місць у тесті NIST Face Recognition Vendor Test (тести VISA та WILD) із показником точності до 99,7 %.

### Мобільні програми
У 2010 році компанія CyberLink випустила свій перший мобільний додаток MediaStory. Відтоді компанія представила ще 14 програм для мобільних платформ Android, iOS і Windows, включаючи PhotoDirector і PowerDirector. У червні 2015 року CyberLink передала свої косметичні засоби дочірній компанії під назвою Perfect Corp.
- PowerDirector
- PhotoDirector
- ActionDirector
- YouCam Snap
- Power Media Player
- PowerDVD Remote
- YouNote
- AudioClipper
- ImageChef

## Порушення безпеки 2023 року
Наприкінці жовтня 2023 року CyberLink зазнали віддаленого проникнення з боку угруповання Lazarus Group (відомого як Diamond Sleet). Зловмисники змогли викрасти ключ підпису програмного забезпечення та вставити шкідливе програмне забезпечення «LambLoad» в автентично підписані копії оновлень програмного забезпечення CyberLink. Повний обсяг збитків, завданих в результаті атаки на ланцюжок поставок, ще не визначений.